# Rodzina książęca Monako
Rodzina książęca Monako to najbliższa rodzina władcy Monako, którym od 2005 roku jest książę Albert II z dynastii Grimaldich. Członkowie rodziny książęcej biorą udział w oficjalnych uroczystościach i zagranicznych wizytach, ponadto zajmują kolejne miejsca w linii sukcesji tronu Monako. Obecnie w skład rodziny książęcej wchodzą potomkowie Rainiera III, księcia Monako i Grace, księżnej Monako. Siedzibą rodziny jest Pałac Książęcy w Monaco-Ville.
W skład rodziny książęcej wchodzi władca państwa, jego małżonka, ich legalne dzieci, a także siostry władcy, które są córkami poprzedniego panującego. Lista sukcesji tronu obejmuje wyłącznie rodzeństwo panującego władcy oraz legalnych potomków władcy i jego rodzeństwa, dlatego ulega skróceniu po śmierci każdego panującego.

## Członkowie rodziny książęcej

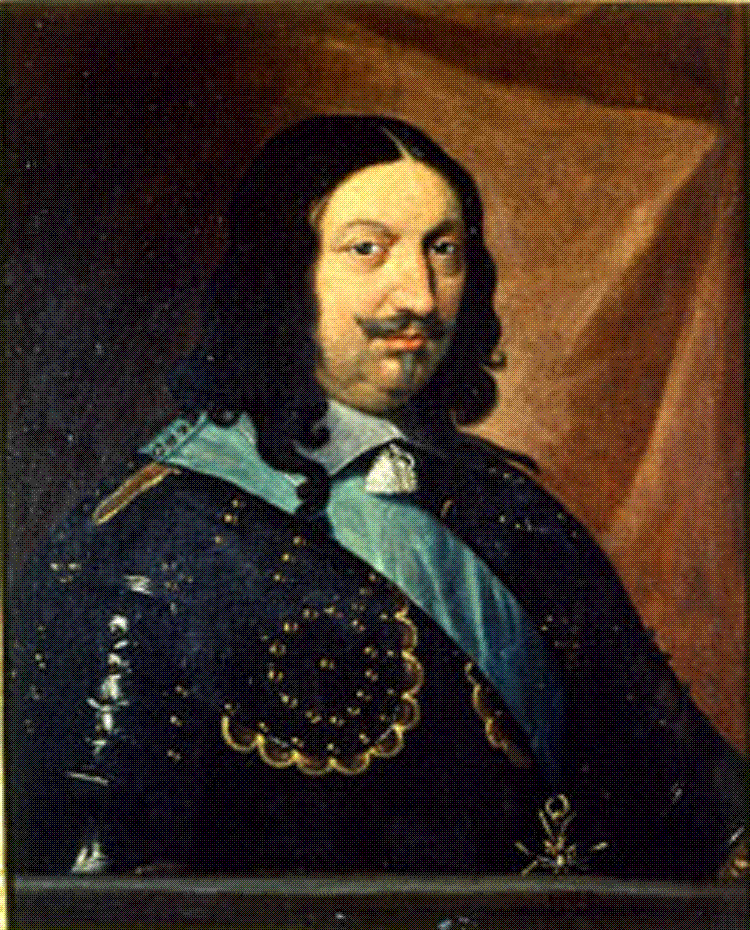
Honoriusz II, książę Monako od 1641 do 1662

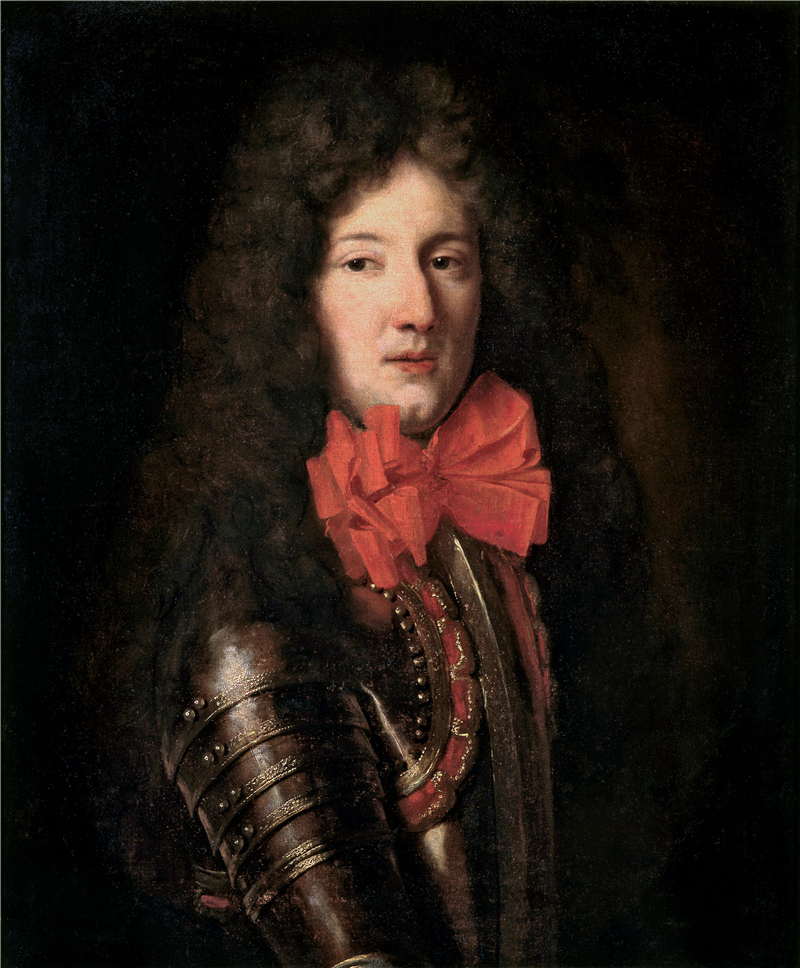
Ludwik I, książę Monako od 1662 do 1701

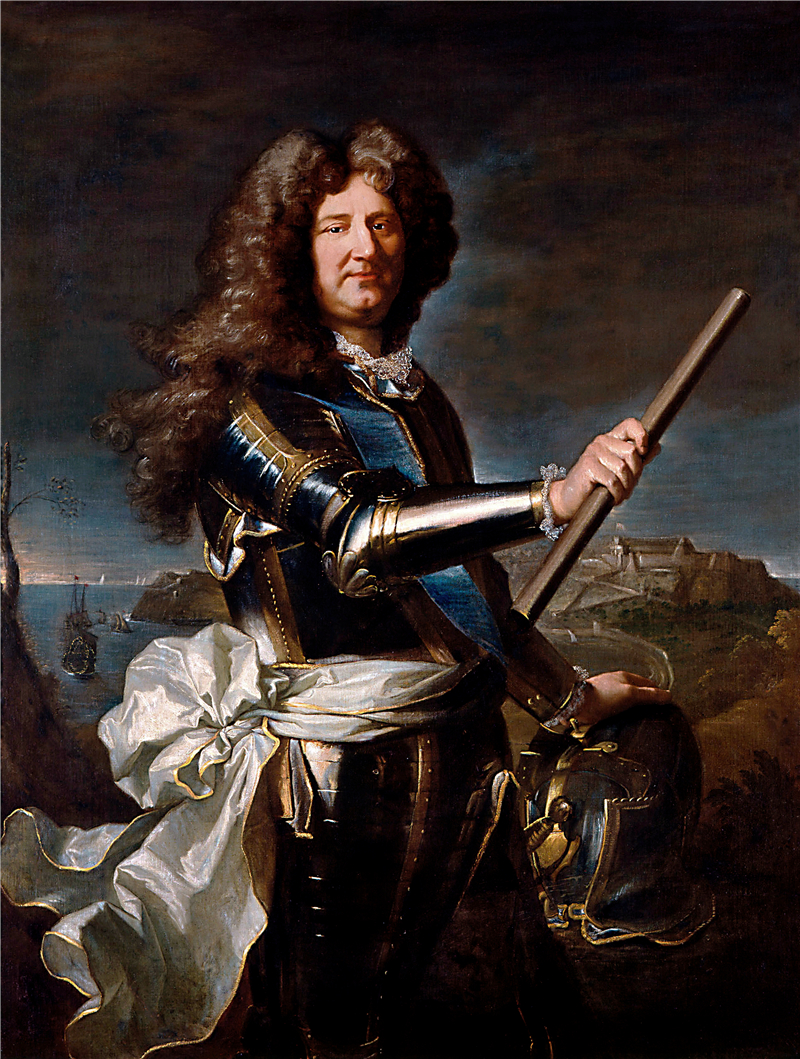
Antoni I, książę Monako od 1701 do 1731

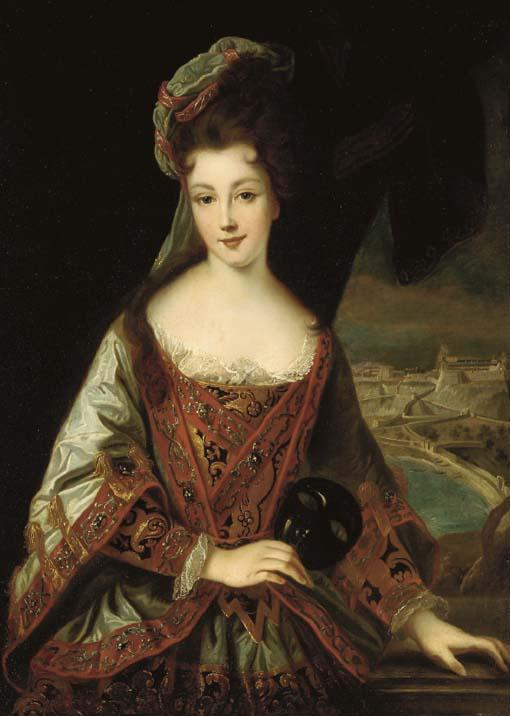
Ludwika-Hipolita, księżna Monako od 1731 do 1731

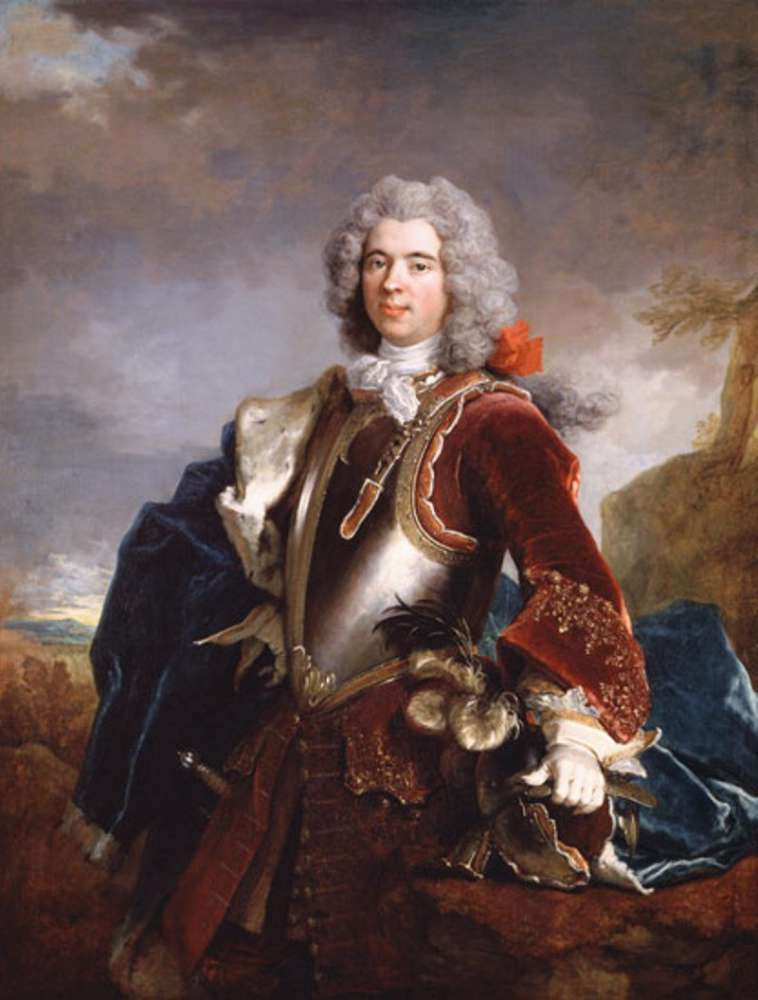
Jakub I, książę Monako od 1731 do 1733

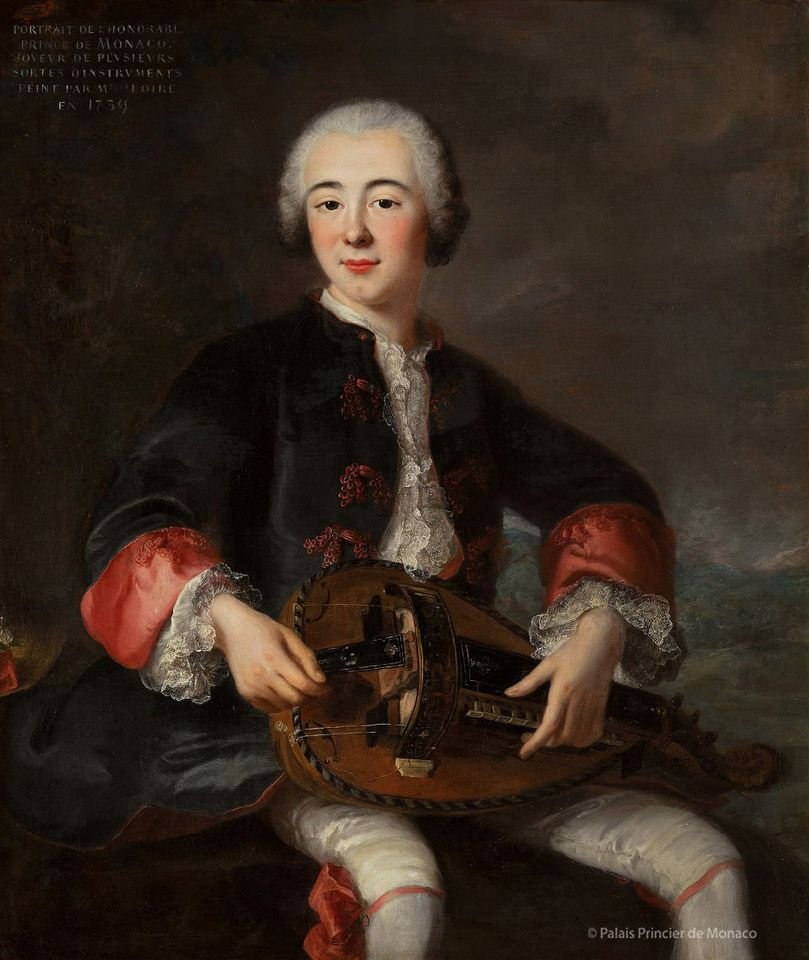
Honoriusz III, książę Monako od 1733 do 1793

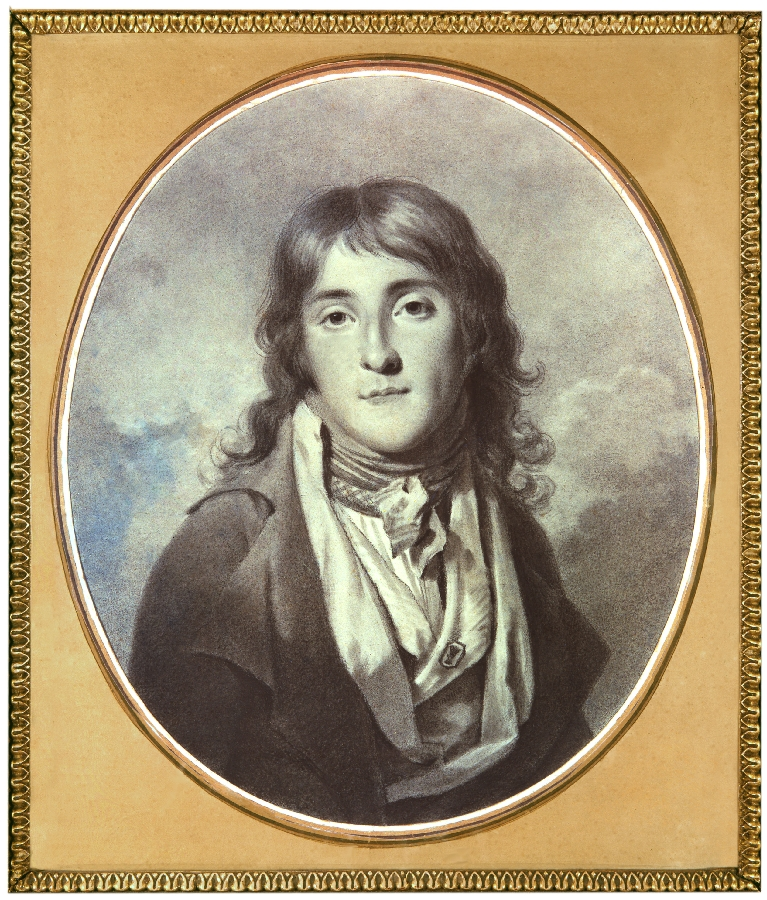
Honoriusz IV, książę Monako od 1814 do 1819

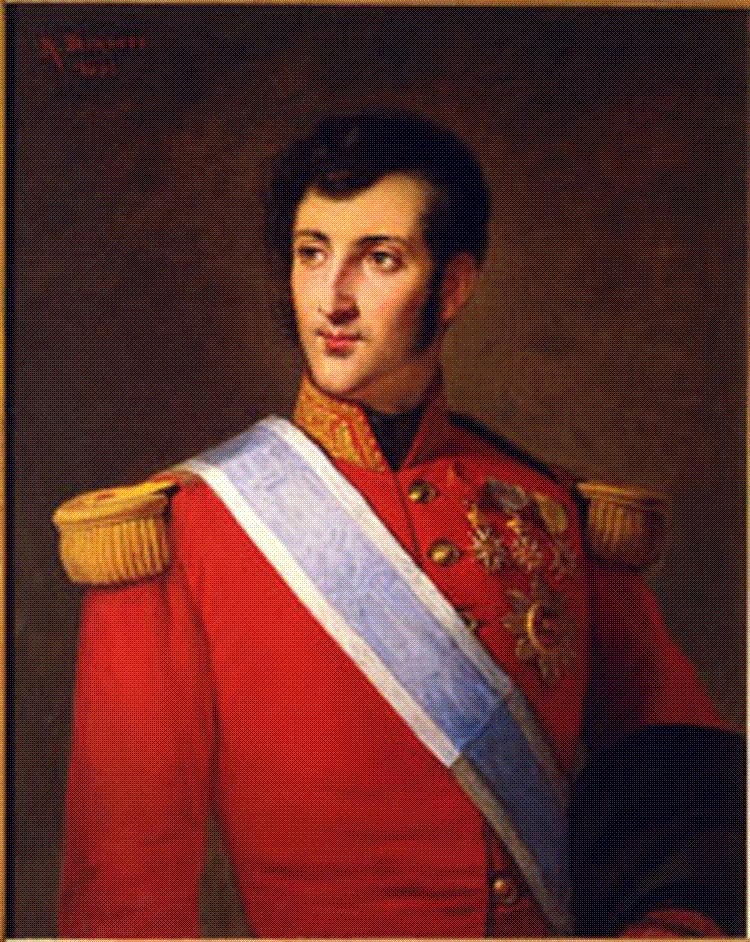
Honoriusz V, książę Monako od 1819 do 1841

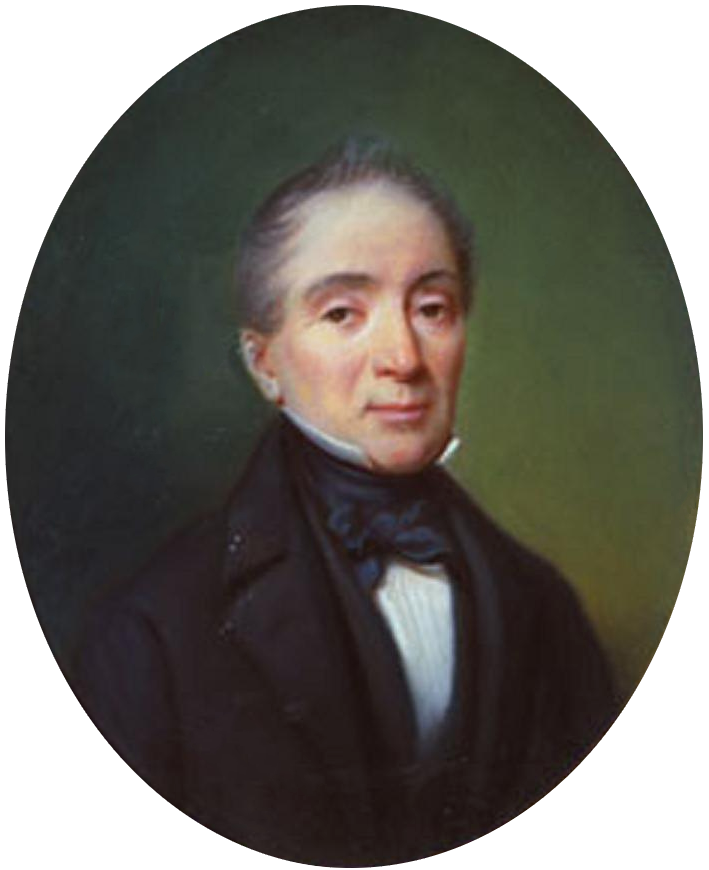
Florestan I, książę Monako od 1841 do 1856

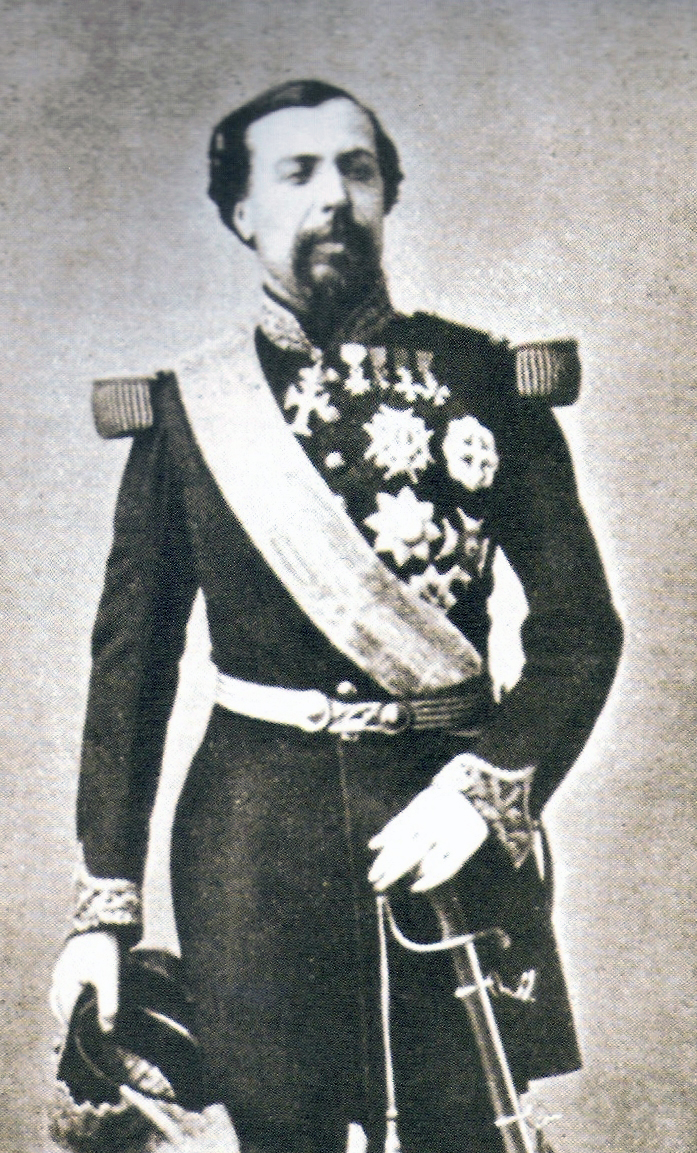
Karol III, książę Monako od 1856 do 1889

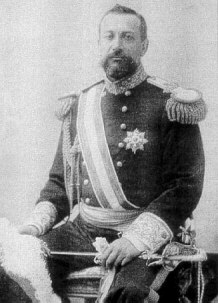
Albert I, książę Monako od 1889 do 1922

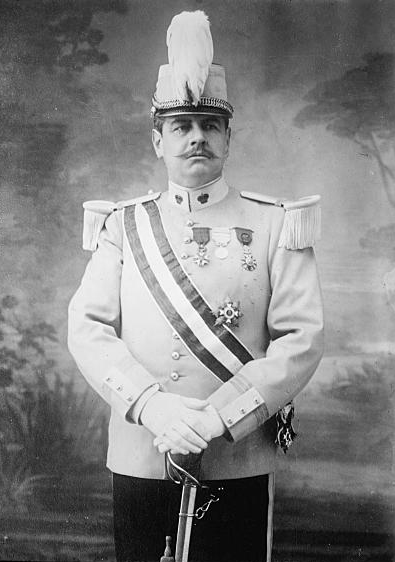
Ludwik II, książę Monako od 1922 do 1949

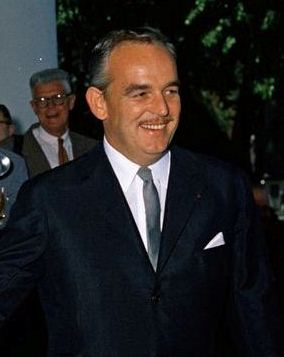
Rainier III, książę Monako od 1949 do 2005

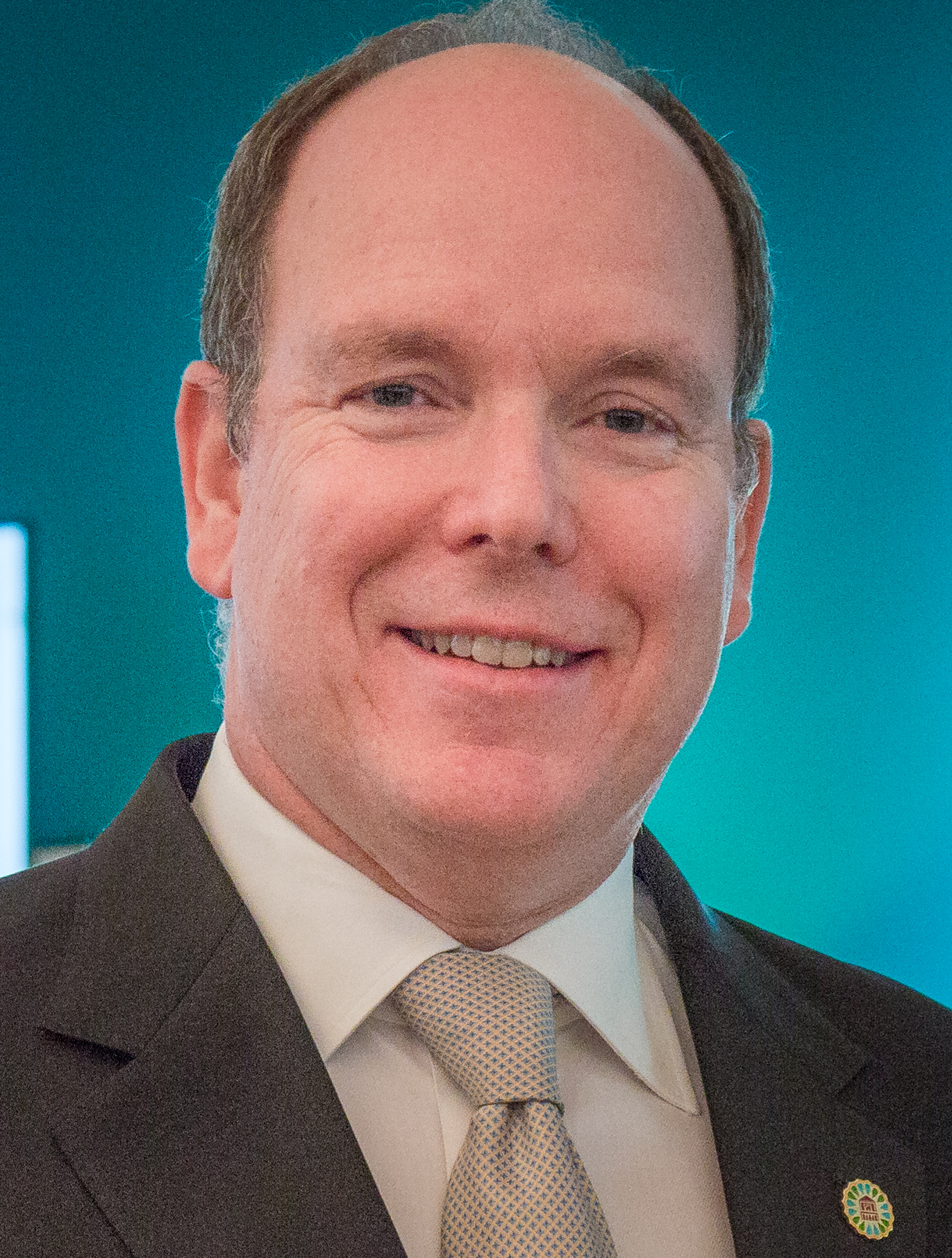
Albert II, książę Monako od 2005

- Honoriusz II, książę Monako (Honoré, ur. 24 grudnia 1597 w Monako), syn Herkulesa I, seniora Monako i Marii Landi; pierwszy w dziejach książę Monako od 16 września 1641 do 10 stycznia 1662. Jego żoną była Hipolita Trivulzio (Ippolita, ur. 1600, zm. 20 czerwca 1638), którą poślubił 13 lutego 1616. Miał jednego syna. Zmarł 10 stycznia 1662 w Monako.
  - Herkules, markiz Baux (Ercole, ur. 16 grudnia 1623), syn Honoriusza II, księcia Monako i Hipolity Trivulzio; następca tronu Monako. Jego żoną była Maria Aurelia Spinola, księżniczka Molfetta (Maria Aurelia Spinola), którą poślubił 4 lipca 1641. Miał czworo dzieci. Zmarł przed objęciem tronu 2 sierpnia 1651.
    - Ludwik I, książę Monako (Louis, ur. 25 lipca 1642 w Monako), syn Herkulesa, markiza Baux i Marii-Aurelii Spinoli; władca Monako od 10 stycznia 1662 do 3 stycznia 1701. Jego żoną była Szarlotta-Katarzyna de Gramont (Catherine Charlotte de Gramont, ur. 1639, zm. 4 czerwca 1678 w Paryżu), którą poślubił 30 marca 1660. Miał pięcioro dzieci. Zmarł 3 stycznia 1701 w Rzymie.
      - Antoni I, książę Monako (Antonio, ur. 25 stycznia 1661 w Paryżu), syn Ludwika I, księcia Monako i Szarlotty-Katarzyny de Gramont; władca Monako od 3 stycznia 1701 do 20 lutego 1731. Jego żoną była hrabianka Maria Lorańska (Marie de Lorraine, ur. 12 sierpnia 1674 w Paryżu, zm. 30 października 1724 w Monako), którą poślubił 13 czerwca 1688. Miał sześć córek i co najmniej troje nieślubnych dzieci. Zmarł 20 lutego 1731 w Monako.
        - Katarzyna, mademoiselle Monako (Caterina Charlotte, ur. 7 października 1691), córka Antoniego I, księcia Monako i Marii Lorańskiej. Zmarła 18 czerwca 1696.
        - Antoni, kawaler Grimaldi (Antoine, ur. 2 października 1697 w Paryżu), nieślubny syn Antoniego I, księcia Monako i jego kochanki, Elżbiety Durfort. W 1715 uznany za syna księcia. Faktyczny władca Monako od 20 maja 1732 do 28 listopada 1784 (jego ojciec mieszkał w Paryżu). Zmarł bezpotomnie 28 listopada 1784 w Monako.
        - Ludwika Hipolita, księżna Monako (Luisa Ippòlita, ur. 10 listopada 1697 w Monako), córka Antoniego I, księcia Monako i Marii Lorańskiej; władca Monako od 26 lutego 1731 do 29 grudnia 1731. Jej mężem był Jakub Goyon de Matignon (Jacques François Léonor Goyon de Matignon, ur. 21 listopada 1689 w Torigni-sur-Vire, Francja, zm. 23 kwietnia 1751 w Paryżu, książę Monako od 29 grudnia 1731 do 7 listopada 1733), którego poślubiła 20 października 1715. Miała dziewięcioro dzieci. Zmarła 29 grudnia 1731 w Monako. Była ostatnią przedstawicielką rodu Grimaldich w linii męskiej - jej potomkowie należeli dynastycznie do linii Goyon de Matingnon (patrz: Rodzina książęca Monako - linia de Matignon)
          - Antoni Karol, markix Baux (Antoine-Charles, ur. 16 grudnia 1717), syn Jakuba Goyon de Matignon i Ludwiki Hipolity, księżnej Monako. Następca tronu. Zmarł 4 lutego 1718.
          - księżniczka Charlotte z Monako ( Charlotte Thérèse Nathalie, ur. 19 marca 1719), córka Jakuba Goyon de Matignon i Ludwiki Hipolity, księżnej Monako. Zakonnica w zgromadzeniu wizytek w Paryżu. Zmarła w 1790.
          - Honoriusz III, książę Monako (Honoré Camille Léonor, ur. 10 listopada 1720 w Paryżu), syn Jakuba Goyon de Matignon i Ludwiki Hipolity, księżnej Monako; władca Monako od 7 listopada 1733 do 19 stycznia 1793. Jego żoną była Maria Brignole Sala (Maria Caterina Brignole Sale, ur. 7 października 1737 w Genui, zm. 18 marca 1813 w Wimbledonie), którą poślubił 15 czerwca 1757 w Genui. Miał dwóch synów. Zmarł 21 marca 1795 w Paryżu.
            - Honoriusz IV, książę Monako (Honoré Charles Anne, ur. 17 maja 1758), syn Honoriusza III, księcia Monako i Marii de Brignole; władca Monako od 30 maja 1814 do 16 lutego 1819. Jego żona była Ludwika d’Aumont, księżna Mazarin (Louise Félicité Victoire d’Aumont, ur. 22 października 1759 w Paryżu, zm. 13 grudnia 1826 tamże), którą poślubił 15 lipca 1777 w Paryżu. Miał dwóch synów. Zmarł 16 lutego 1819 w Paryżu.
              - Honoriusz V, książę Monako (Honoré Gabriel, ur. 14 maja 1778 w Paryżu), syn Honoriusza IV, księcia Monako i Ludwiki d’Aumont; władca Monako od 16 lutego 1819 do 2 października 1841. Nigdy się nie ożenił, miał jednego nieślubnego syna. Zmarł 2 października 1841 w Paryżu.
                - Oskar, markiz Baux (Louis Gabriel Oscar, ur. 9 czerwca 1814 w Paryżu), nieślubny syn Honoriusza V, księcia Monako i Felicyty de Rouault de Gamaches (Felicite Madelaine Honoree Gabrielle de Rouault de Gamaches, ur. 20 kwietnia 1781 w Paryżu, zm. 13 lipca 1819 w Fayet). Zmarł bezpotomnie 15 lipca 1894 w Saint Germain-en-Laye.

              - Florestan I, książę Monako (Tancrede Florestan Roger Louis, ur. 10 października 1785 w Paryżu), syn Honoriusza IV, księcia Monako i Ludwiki d’Aumont; władca Monako od 2 października 1841 do 20 czerwca 1856. Jego żoną była Maria Karolina Gibert de Lametz (Marie Caroline Gibert de Lametz, ur. 18 lipca 1793 w Paryżu, zm. 25 listopada 1879 w Monako), którą poślubił 27 listopada 1816 w Paryżu. Mieli dwoje dzieci. Zmarł 20 czerwca 1956 w Paryżu.
                - Karol III, książę Monako (Charles Honoreé, ur. 8 grudnia 1818 w Paryżu), syn Florestana I, księcia Monako i Marii Karoliny Gibert de Lametz; władca Monako od 20 września 1856 do 10 września 1889. Jego żoną była hrabianka Antoinette de Merode (Antoinette Ghislaine de Merode, ur. 28 września 1828 w Brukseli, zm. 10 lutego 1864 w Paryżu), którą poślubił 28 września 1846 w Brukseli. Miał jednego syna. Zmarł 10 września 1889 w Marchais.
                  - Albert I, książę Monako (Albert Honoré Charles, ur. 13 listopada 1848 w Paryżu), syn Karola III, księcia Monako i hrabianki Antoinette de Merode; władca Monako od 10 września 1889 do 10 lutego 1864. Jego pierwszą żoną była lady Maria Wiktoria Douglas-Hamilton (lady Mary Victoria Douglas-Hamilton, ur. 11 grudnia 1850 w Hamilton, Szkocja, zm. 14 maja 1922 w Budapeszcie), którą poślubił 21 września 1869. Para miała jedno dziecko, a małżeństwo zakończyło się rozwodem w 1880. Jego drugą żoną była Maria Alicja Heine (Marie Alice Heine, ur. 10 lutego 1858 w Nowym Orleanie, zm. 22 grudnia 1925 w Paryżu), którą poślubił 30 października 1889. Zmarł 26 czerwca 1922 w Paryżu.
                    - Ludwik II, książę Monako (Louis Honore Charles Antoine, ur. 12 lipca 1870 w Baden-Baden), syn Alberta I, księcia Monako i lady Marii Wiktorii Hamilton; władca Monako od 27 czerwca 1922 do 9 maja 1949. Wobec braku dynastycznych potomków, w 1919 adoptował swoją nieślubną córkę, Charlotte, ze związku z Marią Louvet i wpisał ją do linii sukcesji monakijskiego tronu. Jego żoną była Gizela, księżna Monako (Ghislaine Marie Francoise Dommanget, ur. 13 października 1900 w Reims, zm. 30 kwietnia 1991 w Neuilly-sur-Seine), którą poślubił w lipcu 1946 w Monako.
                      - Charlotte, księżna Valentinois (Charlotte Louise Juliette Louvet, ur. 30 września 1898 w Konstantynie), nieślubna córka (i jedyne dziecko) Ludwika II, księcia Monako i jego kochanki, Marii Louvet. Wobec braku innych dzieci, książę Ludwik adoptował Charlotte w 1919. Kobieta otrzymała tytuł Jej Książęcej Wysokości Księżniczki Monako. Jej mężem był hrabia Pierre de Polignac (Pierre Marie Xavier Raphaël Antoine Melchior de Polignac, ur. 24 października 1895 w Hennebont, zm. 10 listopada 1964 w Paryżu), którego poślubiła w ceremonii cywilnej 19 marca 1920 i w ceremonii religijnej 20 marca 1920 (małżeństwo zakończyło się rozwodem w 1930). Miała dwoje dzieci. 30 maja 1944 zrzekła się praw do dziedziczenia monakijskiego tronu na korzyść swojego syna, księcia Rainiera i wzbudzając protesty córki, księżniczki Antoinette. Zmarła 15 listopada 1977 w Paryżu[3]. (patrz: Rodzina książęca Monako - linia de Polignac)
                        - Antoinette, baronowa Massy z d. księżniczka Monako (Antoinette Louise Alberte Suzanne, ur. 28 grudnia 1920 w Paryżu), córka hrabiego Pierre’a de Polignac i Charlotte, księżnej Valentinois. Była trzykrotnie zamężna: z tenisistą Alexandre Noghes (od 1951 do rozwodu w 1954), z Janem Karolem Rey (od 1961 do 1974) i z Janem Gilpinem (w 1983). Miała troje dzieci. Zmarła 18 marca 2011 w Monako[4].
                        - Rainier III, książę Monako (Rainier Louis Henri Maxence Bertrand, ur. 31 maja 1923 w Monako), syn hrabiego Pierre’a de Polignac i Charlotte, księżnej Valentinois; władca Monako od 9 maja 1949 do 6 kwietnia 2005. Jego żoną była Grace Kelly (Grace Patricia Kelly, ur. 1929, zm. 1982 w Monako[5]), którą poślubił w ceremonii cywilnej 18 kwietnia 1956 w Monako i w ceremonii religijnej 19 kwietnia 1956 w Katedrze Notre Dame w Monako[6]. Mieli troje dzieci. Zmarł 6 kwietnia 2005 w Monako.
                          - Karolina, księżna Hanoweru z d. księżniczka Monako (Caroline Louise Marguerite, ur. 23 stycznia 1957 w Monako), córka Rainiera III, księcia Monako i Grace Kelly. Jej pierwszym mężem był Filip Junot (Philippe Junot, ur. 19 kwietnia 1940), którego poślubiła w ceremonii cywilnej 28 czerwca 1978 w Monako i w ceremonii religijnej 29 czerwca 1978 w Monako; małżeństwo zakończyło się rozwodem w 1980 oraz kościelnym stwierdzeniem nieważności w 1992[7]. Jej drugim mężem był Stefan Casiraghi (Stefano Casiraghi, ur. 8 września 1960 w Como, zm. 3 października 1990 w Monako), którego poślubiła w ceremonii cywilnej 29 grudnia 1983. Jej trzecim mężem jest Ernest August V, książę Hanoweru (Ernst August Albert Otto Rupprecht Oskar Berthold Friedrich Ferdinand Christian Ludwig, ur. 26 lutego 1954 w Hanowerze), którego poślubiła w ceremonii cywilnej 23 stycznia 1999; małżonkowie pozostają w separacji od 2009. Jest jedyną członkinią monakijskiej rodziny królewskiej uprawnioną do używania predykatu Jej Królewskiej Wysokości (jest to tytuł jej trzeciego męża). Ma czworo dzieci.
                          - Albert II, książę Monako (Albert Alexandre Louis Pierre, ur. 14 marca 1958 w Monako), syn Rainiera III, księcia Monako i Grace Kelly; władca Monako od 6 kwietnia 2005. Jego żoną jest Charlene Wittstock (Charlene Lynette Wittstock, ur. 25 stycznia 1978 w Bulawayo), którą poślubił w ceremonii cywilnej 1 lipca 2011 w Monako i w ceremonii religijnej 2 lipca 2011 w Monako. Ma czworo dzieci.
                            - Jaśmina Grimaldi (Jazmin Grace Grimaldi, ur. 4 marca 1992 w Palm Springs jako Rotolo), nieślubna córka Alberta II, księcia Monako i jego kochanki, Tamary Rotolo. 1 czerwca 2006 uznana oficjalnie za córkę księcia[8]. Ponieważ w czasie jej narodzin matka pozostawała w związku małżeńskim z innym mężczyzną, nie przysługuje jej prawo dziedziczenia tronu Monako nawet w przypadku ślubu rodziców.
                            - Aleksander Grimaldi-Coste (Alexandre Eric Stephane Coste, ur. 24 sierpnia 2003 w Paryżu), nieślubny syn Alberta II, księcia Monako i jego ówczesnej partnerki, Nicole Coste. 6 lipca 2005 uznany oficjalnie za syna księcia[9]. Gdyby jego rodzice wstąpili w związek małżeński, Aleksander miałby szansę zostać następcą monakijskiego tronu.
                            - Gabriela, hrabina Carladès (Gabriella Thérèse Marie, ur. 10 grudnia 2014 w Monako), córka Alberta II, księcia Monako i Charlene Wittstock[10].
                            - Jakub, markiz Baux (Jacques Honoré Rainier, ur. 10 grudnia 2014 w Monako), syn Alberta II, księcia Monako i Charlene Wittstock. Jest następcą monakijskiego tronu[11].

                          - księżniczka Stefania z Monako (Stephanie Marie Elizabeth, ur. 1 lutego 1965 w Monte Carlo), córka Rainiera III, księcia Monako i Grace Kelly. Jej pierwszym mężem był Daniel Ducruet (Daniel Ducruet, ur. w Monako), którego poślubiła w ceremonii cywilnej 1 lipca 1995; małżeństwo zakończyło się rozwodem w 1996[12]. Jej drugim mężem był Adans Lopez Peres (Adans Lopez Peres, ur. 8 listopada 1975 w Cremie), którego poślubiła w ceremonii cywilnej 16 września 2003 w Vandœuvres; małżeństwo zakończyło się rozwodem w 2004[13]. Ma troje dzieci.

                - Florestyna, księżna Urach z d. księżniczka Monako (Florestine Gabrielle Antoinette, ur. 22 października 1833 w Fontenay-aux-Roses), córka Florestana I, księcia Monako i Marii Karoliny Gibert de Lametz. Jej mężem był Wilhelm, książę Urach z dynastii Wirtembergów (Friedrich Wilhelm Alexander Ferdinand, ur. 6 lipca 1810 w Stuttgarcie, zm. 17 lipca 1968 w Liechtensteinie), którego poślubiła 15 lutego 1863. Miała dwoje dzieci, w tym Wilhelma, króla Litwy. Zmarła 4 kwietnia 1897 w Stuttgarcie.

            - książę Józef z Monako (Joseph Marie Jerôme Honoré, ur. 10 września 1763 w Paryżu), syn Honoriusza III, księcia Monako i Marii de Brignole. Jego pierwszą żoną była Franciszka de Choiseul Stainville (Marie Thérèse Françoise de Choiseul, ur. 1767, zm. 27 lipca 1794 w Paryżu), którą poślubił 6 kwietnia 1782. Jego drugą żoną była Franciszka Powell (Frances Margaret Powell, zm. 1 grudnia 1806). Miał trzy córki. Zmarł 28 czerwca 1816.
              - Maria, markiza de La Tour-du-Pin z d. księżniczka Monako (Marie Camille, ur. 22 kwietnia 1784), córka księcia Józefa z Monako i Franciszki Stainville. Jej mężem był René, markiz de La Tour-du-Pin. Miała dzieci. Zmarła 8 maja 1879.
              - Atena, markiza de Louvois z d. księżniczka Monako (Athénais, ur. 2 czerwca 1786), córka księcia Józefa z Monako i Franciszki Stainville. Jej mężem był Auguste Le Tellier de Souvré, markiz de Louvois. Nie miała dzieci. Zmarła 11 września 1860.
              - księżniczka Delfina z Monako (Delphine, ur. 22 lipca 1788), córka księcia Józefa z Monako i Franciszki Stainville. Zmarła w młodości.

          - Karol, hrabia Carladès i Matignon (Charles Marie Auguste, ur. 1 stycznia 1722), syn Jakuba Goyon de Matignon i Ludwiki-Hipolity, księżnej Monako. Zmarł 24 sierpnia 1749.
          - książę Jakub z Monako (Jacques, ur. 9 czerwca 1723), syn Jakuba Goyon de Matignon i Ludwiki-Hipolity, księżnej Monako. Zmarł w czerwcu 1723.
          - księżniczka Ludwika z Monako, mademoiselle Baux (Louise Françoise, ur. 15 lipca 1724), córka Jakuba Goyon de Matignon i Ludwiki-Hipolity, księżnej Monako. Zmarła 15 września 1729.
          - Franciszek, hrabia Thorigny (François Charles, ur. 4 lutego 1726), syn Jakuba Goyon de Matignon i Ludwiki-Hipolity, księżnej Monako. Zmarł 9 grudnia 1743.
          - Karol, hrabia Valentinois (Charles Maurice, ur. 14 maja 1727), syn Jakuba Goyon de Matignon i Ludwiki-Hipolity, księżnej Monako. Jego żoną była Maria de Rouvrois (Marie Christine Chrétienne de Rouvrois), którą poślubił 10 listopada 1749. Nie miał dzieci. Zmarł 18 stycznia 1798.
          - księżniczka Maria z Monako, mademoiselle d'Estouteville (Marie Françoise Thérése, ur. 20 lipca 1728), córka Jakuba Goyon de Matignon i Ludwiki-Hipolity, księżnej Monako. Zmarła 20 czerwca 1743.

        - Elżbieta, mademoiselle Valentinois (Elisabetta Charlotte, ur. 3 listopada 1698), córka Antoniego I, księcia Monako i Marii Lorańskiej. Zmarła 25 sierpnia 1702.
        - Antoinette, mademoiselle Saint-Rémy (Antoinette, ur. 1699), nieślubna córka Antoniego I, księcia Monako i jego kochanki, Wiktorii Vertu.
        - Małgorzata, księżna Isenghien, mademoiselle Carlades ('Margherita Camilla, ur. 1 maja 1700), córka Antoniego I, księcia Monako i Marii Lorańskiej. Jej mężem był Ludwik, książę Isenghien, marszałek Francji (Louis de Gand-Vilain), którego poślubiła 16 kwietnia 1720.
        - Maria, mademoiselle Baux (Maria Devota, ur. 15 marca 1702), córka Antoniego I, księcia Monako i Marii Lorańskiej. Zmarła 24 października 1703.
        - Ludwika Grimaldi (Louise Marie Thérèse, ur. 1705), nieślubna córka Antoniego I, księcia Monako i jego nieznanej z imienia kochanki. Zmarła w 1723.
        - Maria, mademoiselle Chabreuil (Maria Paolina Theresa Devota, ur. 23 października 1708), córka Antoniego I, księcia Monako i Marii Lorańskiej. Zmarła 20 maja 1726.
        - Grégoire Grimaldi (Grégoire Grimaldi), nieślubna córka Antoniego I, księcia Monako i jego nieznanej z imienia kochanki.

      - księżniczka Maria z Monako (Maria Teresa Carlotta, ur. 14 czerwca 1662), córka Ludwika I, księcia Monako i Szarlotty-Katarzyny de Gramont. Siostra wizytka w Monako. Zmarła w 1738.
      - Anna, księżna Uzès z d. księżniczka Monako (Anna Hippolyte, ur. 1667), córka Ludwika I, księcia Monako i Szarlotty-Katarzyny de Gramont. Jej mężem był Jakub de Crussol, książę Uzès (Jacques de Crussol, ur. 29 grudnia 1675, Paris, zm. 19 lipca 1739), którego poślubiła w 1696. Zmarła 23 lipca 1700.
      - Franciszek, arcybiskup Besançon (François Honoré, ur. 21 grudnia 1669), syn Ludwika I, księcia Monako i Szarlotty-Katarzyny de Gramont. Zmarł 18 lutego 1748 w Paryżu.
      - księżniczka Joanna z Monako (Jeanne Maria), córka Ludwika I, księcia Monako i Szarlotty-Katarzyny de Gramont. Siostra zakonna, wizytka w Monako.
      - Aurelia, mademoiselle Baux (Aurelia), córka Ludwika I, księcia Monako i Szarlotty-Katarzyny de Gramont.

    - Maria, księżna Montafii (Maria Ippolita, ur. 8 maja 1644), córka Herkulesa, markiza Baux i Marii Aurelii Spinoli. Jej mężem był Karol, książę Montafii (Carlo Emanuele Filiberto de Simiane). Miała dzieci. Zmarła 8 października 1694.
    - Joanna, księżna Francavilli (Giovanna Maria, ur. 4 czerwca 1645), córka Herkulesa, markiza Baux i Marii Aurelii Spinoli. Jej mężem był Andrea Imperiali, książę Francavilli (Andrea Imperali). Miała dzieci.
    - Teresa, markiza San Martino (Teresa Maria, ur. 4 września 1648), córka Herkulesa, markiza Baux i Marii Aurelii Spinoli. Jej mężem był Zygmunt III d’Este, markiz San Martino (Sigismondo III d’Este). Miała dzieci. Zmarła 20 lipca 1723.